# Kvalifikace na Africký pohár národů 2013
Kvalifikace na Africký pohár národů 2013 určila zbylých 15 účastníků závěrečného turnaje. Pořádající Jihoafrická republika měla účast jistou bez nutnosti hrát kvalifikaci. Vzhledem k tomu, že se měl tento šampionát konat rok po předchozím (kvůli přechodu na pořádání mistrovství v liché roky), byla kvalifikace hrána vyřazovacím systémem doma a venku se třemi fázemi (předkolo, první a druhé kolo).

## Formát
Kvalifikace se zúčastnilo 46 členských zemí CAF. Čtveřice nejníže nasazených týmů v žebříčku CAF se účastnila předkola. V prvním kole se dva vítězové předkola přidali k 26 týmům, které nepostoupily na Africký pohár národů 2012. Celkem 14 vítězů prvního kola a 16 přímo nasazených (bylo sem přímo nasazeno 16 účastníků Afrického poháru národů 2012) se ve druhém kole utkalo o zbylých 15 místenek na závěrečném turnaji.
| Nasazení do druhého kola (účastníci APN 2012)                                                                                           | Nasazení do prvního kola | Nasazení do prvního kola                                                                                  | Účastníci předkola (nejníže nasazené týmy)              |
| --- | --- | --- | ------------------------------------------------------- |
| Angola Botswana Burkina Faso Pobřeží slonoviny Rovníková Guinea Gabon Ghana Guinea Libye Mali Maroko Niger Senegal Súdán Tunisko Zambie | Alžírsko Benin Burundi Kamerun Kapverdy Středoafrická republika Čad Konžská republika DR Kongo Egypt Etiopie Gambie Guinea-Bissau | Keňa Libérie Madagaskar Malawi Mosambik Namibie Nigérie Rwanda Sierra Leone Tanzanie Togo Uganda Zimbabwe | Lesotho Svatý Tomáš a Princův ostrov Seychely Svazijsko |

## Předkolo
Hráno 15. a 22. ledna 2012.
| Domácí v 1. zápase           | Celkem | Hosté v 1. zápase | 1. zápas | 2. zápas |
| ---------------------------- | ------ | ----------------- | -------- | -------- |
| Seychely                     | kont.1 | Svazijsko         | —        | —        |
| Svatý Tomáš a Princův ostrov | 1:0    | Lesotho           | 1:0      | 0:0      |

1  Svazijsko se z finančních důvodů vzdalo účasti.

## První kolo
Úvodní zápasy 29. února, odvety v termínu od 15. do 17. června 2012. Úvodní zápas Egypta byl přeložen až na 30. června.
| Domácí v 1. zápase           | Celkem         | Hosté v 1. zápase       | 1. zápas | 2. zápas |
| ---------------------------- | -------------- | ----------------------- | -------- | -------- |
| Etiopie                      | 1:1 (v)        | Benin                   | 0:0      | 1:1      |
| Rwanda                       | 0:2            | Nigérie                 | 0:0      | 0:2      |
| Konžská republika            | 3:5            | Uganda                  | 3:1      | 0:4      |
| Burundi                      | 2:2 (v)        | Zimbabwe                | 2:1      | 0:1      |
| Gambie                       | 2:6            | Alžírsko                | 1:2      | 1:4      |
| Keňa                         | 2:2 (v)        | Togo                    | 2:1      | 0:1      |
| Svatý Tomáš a Princův ostrov | 4:5            | Sierra Leone            | 2:1      | 2:4      |
| Guinea-Bissau                | 0:2            | Kamerun                 | 0:1      | 0:1      |
| Čad                          | 3:4            | Malawi                  | 3:2      | 0:2      |
| Seychely                     | 0:7            | DR Kongo                | 0:4      | 0:3      |
| Tanzanie                     | 2:2 (6:7 pen.) | Mosambik                | 1:1      | 1:1      |
| Egypt                        | 3:4            | Středoafrická republika | 2:3      | 1:1      |
| Madagaskar                   | 1:7            | Kapverdy                | 0:4      | 1:3      |
| Libérie                      | 1:0            | Namibie                 | 1:0      | 0:0      |

## Druhé kolo
Úvodní zápasy v termínu od 7. do 9. září, odvety v termínu od 12. do 14. října 2012. Vítězové jednotlivých dvojzápasů postoupili na Africký pohár národů 2013.
| Domácí v 1. zápase      | Celkem         | Hosté v 1. zápase | 1. zápas | 2. zápas |
| ----------------------- | -------------- | ----------------- | -------- | -------- |
| Mali                    | 7:1            | Botswana          | 3:0      | 4:1      |
| Zimbabwe                | 3:3 (v)        | Angola            | 3:1      | 0:2      |
| Ghana                   | 3:0            | Malawi            | 2:0      | 1:0      |
| Libérie                 | 3:8            | Nigérie           | 2:2      | 1:6      |
| Zambie                  | 1:1 (9:8 pen.) | Uganda            | 1:0      | 0:1      |
| Kapverdy                | 3:2            | Kamerun           | 2:0      | 1:2      |
| Mosambik                | 2:4            | Maroko            | 2:0      | 0:4      |
| Sierra Leone            | 2:2 (v)        | Tunisko           | 2:2      | 0:0      |
| Guinea                  | 1:2            | Niger             | 1:0      | 0:2      |
| Súdán                   | 5:5 (v)        | Etiopie           | 5:3      | 0:2      |
| Libye                   | 0:3            | Alžírsko          | 0:1      | 0:2      |
| Pobřeží slonoviny       | 6:2            | Senegal           | 4:2      | 2:0      |
| DR Kongo                | 5:2            | Rovníková Guinea  | 4:0      | 1:2      |
| Gabon                   | 2:3            | Togo              | 1:1      | 1:2      |
| Středoafrická republika | 2:3            | Burkina Faso      | 1:0      | 1:3      |